# Phyllanthus flagelliformis
Phyllanthus flagelliformis är en emblikaväxtart som beskrevs av Johannes Müller Argoviensis. Phyllanthus flagelliformis ingår i släktet Phyllanthus och familjen emblikaväxter. Inga underarter finns listade i Catalogue of Life.